# トム・スプリング
トム・スプリング（Tom Spring、2002年9月26日 - ）は、フランスのラグビーユニオン選手。トップ14のバイヨンヌ（アヴィロン・バイヨネ）に所属している。

## 経歴
母親はフランス国籍を持つバスク人、父親はニュージーランド人。兄マックス・スプリングはプロのラグビー選手であり、双子の兄弟サム・スプリングもラグビー選手。
6歳でUSナファロアでラグビーを始め、17歳でUSナファロアのトップチームで初出場した。
2020-21シーズン中にバイヨンヌ（アヴィロン・バイヨネ）に移籍。
2022年9月3日、RCトゥーロン戦で控えから出場し、トップ14デビューを果たした。
2025年、フランス代表のニュージーランド遠征メンバーに選ばれ、2025年7月5日ニュージーランド代表戦に先発出場し、代表初キャップを得た。